# Grand Prix Formule 1 van Europa 2010

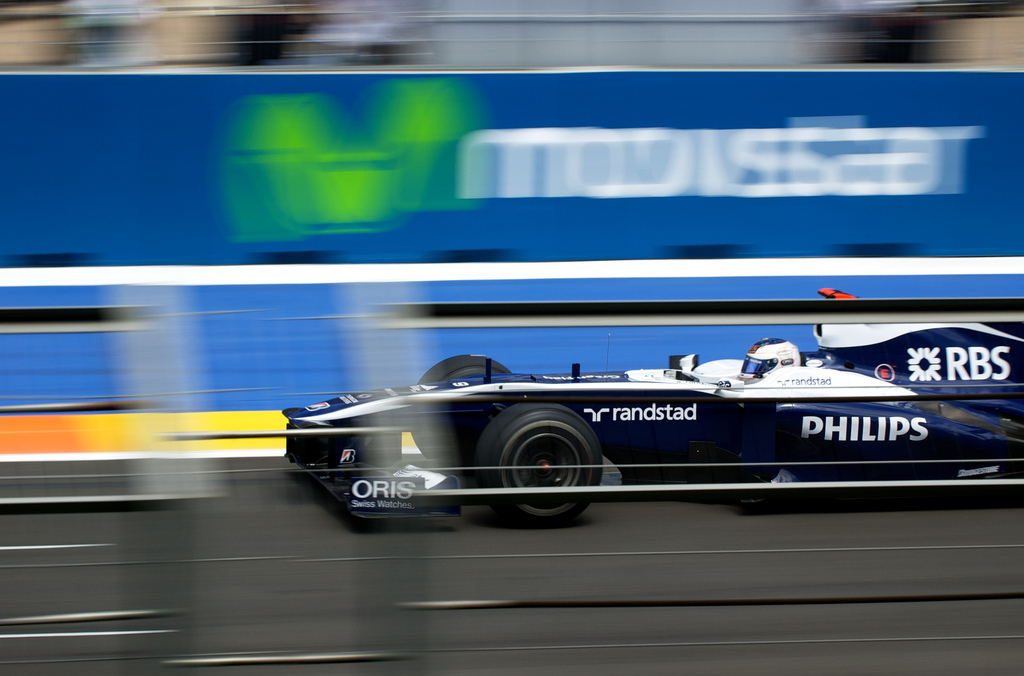
Rubens Barrichello laat in Valencia weer eens zijn tijden zien en stuurt zijn Williams, weliswaar buiten het podium, naar de vierde plaats, verreweg het beste resultaat van het jaar.

De Grand Prix Formule 1 van Europa 2010 werd verreden op 27 juni op het Valencia Street Circuit.
Sebastian Vettel pakte poleposition voor zijn teamgenoot bij het Red Bull Racing team Mark Webber. Lewis Hamilton veroverde de derde plek op de startopstelling.
Sebastian Vettel won de race, voor Lewis Hamilton en diens teamgenoot Jenson Button.

## Kwalificatie
| Positie | Nr | Coureur            | Constructeur         | Q1       | Q2       | Q3       | Startplaats |
| ------- | -- | ------------------ | -------------------- | -------- | -------- | -------- | ----------- |
| 1       | 5  | Sebastian Vettel   | Red Bull-Renault     | 1:38.324 | 1:38.015 | 1:37.587 | 1           |
| 2       | 6  | Mark Webber        | Red Bull-Renault     | 1:38.549 | 1:38.041 | 1:37.662 | 2           |
| 3       | 2  | Lewis Hamilton     | McLaren-Mercedes     | 1:38.697 | 1:38.158 | 1:37.969 | 3           |
| 4       | 8  | Fernando Alonso    | Ferrari              | 1:38.472 | 1:38.179 | 1:38.075 | 4           |
| 5       | 7  | Felipe Massa       | Ferrari              | 1:38.657 | 1:38.046 | 1:38.127 | 5           |
| 6       | 11 | Robert Kubica      | Renault              | 1:38.132 | 1:38.062 | 1:38.137 | 6           |
| 7       | 1  | Jenson Button      | McLaren-Mercedes     | 1:38.360 | 1:38.399 | 1:38.210 | 7           |
| 8       | 10 | Nico Hülkenberg    | Williams-Cosworth    | 1:38.843 | 1:38.523 | 1:38.428 | 8           |
| 9       | 9  | Rubens Barrichello | Williams-Cosworth    | 1:38.449 | 1:38.326 | 1:38.428 | 9           |
| 10      | 12 | Vitali Petrov      | Renault              | 1:39.004 | 1:38.552 | 1:38.523 | 10          |
| 11      | 16 | Sébastien Buemi    | Toro Rosso-Ferrari   | 1:39.096 | 1:38.586 |          | 11          |
| 12      | 4  | Nico Rosberg       | Mercedes GP          | 1:38.752 | 1:38.627 |          | 12          |
| 13      | 14 | Adrian Sutil       | Force India-Mercedes | 1:39.021 | 1:38.851 |          | 13          |
| 14      | 15 | Vitantonio Liuzzi  | Force India-Mercedes | 1:38.969 | 1:38.884 |          | 14          |
| 15      | 3  | Michael Schumacher | Mercedes GP          | 1:38.994 | 1:39.234 |          | 15          |
| 16      | 22 | Pedro de la Rosa   | BMW Sauber-Ferrari   | 1:39.003 | 1:39.264 |          | 16          |
| 17      | 17 | Jaime Alguersuari  | Toro Rosso-Ferrari   | 1:39.128 | 1:39.548 |          | 17          |
| 18      | 23 | Kamui Kobayashi    | BMW Sauber-Ferrari   | 1:39.343 |          |          | 18          |
| 19      | 18 | Jarno Trulli       | Lotus-Cosworth       | 1:40.658 |          |          | 19          |
| 20      | 19 | Heikki Kovalainen  | Lotus-Cosworth       | 1:40.882 |          |          | 20          |
| 21      | 25 | Lucas di Grassi    | Virgin-Cosworth      | 1:42.086 |          |          | 21          |
| 22      | 24 | Timo Glock         | Virgin-Cosworth      | 1:42.140 |          |          | 22          |
| 23      | 20 | Karun Chandhok     | HRT-Cosworth         | 1:42.600 |          |          | 23          |
| 24      | 21 | Bruno Senna        | HRT-Cosworth         | 1:42.851 |          |          | 24          |

## Race
| Positie | Nr | Coureur            | Constructeur         | Rondes | Tijd/Oorzaak uitval | Grid | Punten |
| ------- | -- | ------------------ | -------------------- | ------ | ------------------- | ---- | ------ |
| 1       | 5  | Sebastian Vettel   | Red Bull-Renault     | 57     | 1:40:29.571         | 1    | 25     |
| 2       | 2  | Lewis Hamilton     | McLaren-Mercedes     | 57     | +5.042              | 3    | 18     |
| 3       | 1  | Jenson Button      | McLaren-Mercedes     | 57     | +12.658             | 7    | 15     |
| 4       | 9  | Rubens Barrichello | Williams-Cosworth    | 57     | +25.627             | 9    | 12     |
| 5       | 11 | Robert Kubica      | Renault              | 57     | +27.122             | 6    | 10     |
| 6       | 14 | Adrian Sutil       | Force India-Mercedes | 57     | +30.168             | 13   | 8      |
| 7       | 23 | Kamui Kobayashi    | BMW Sauber-Ferrari   | 57     | +30.965             | 18   | 6      |
| 8       | 8  | Fernando Alonso    | Ferrari              | 57     | +32.809             | 4    | 4      |
| 9       | 16 | Sébastien Buemi    | Toro Rosso-Ferrari   | 57     | +36.299             | 11   | 2      |
| 10      | 4  | Nico Rosberg       | Mercedes GP          | 57     | +44.382             | 12   | 1      |
| 11      | 7  | Felipe Massa       | Ferrari              | 57     | +46.621             | 5    |        |
| 12      | 22 | Pedro de la Rosa   | BMW Sauber-Ferrari   | 57     | +47.414             | 16   |        |
| 13      | 17 | Jaime Alguersuari  | Toro Rosso-Ferrari   | 57     | +48.239             | 17   |        |
| 14      | 12 | Vitali Petrov      | Renault              | 57     | +48.287             | 10   |        |
| 15      | 3  | Michael Schumacher | Mercedes GP          | 57     | +48.826             | 15   |        |
| 16      | 15 | Vitantonio Liuzzi  | Force India-Mercedes | 57     | +50.890             | 14   |        |
| 17      | 25 | Lucas di Grassi    | Virgin-Cosworth      | 56     | +1 ronde            | 21   |        |
| 18      | 20 | Karun Chandhok     | HRT-Cosworth         | 55     | +2 ronden           | 23   |        |
| 19      | 24 | Timo Glock         | Virgin-Cosworth      | 55     | +2 ronden           | 22   |        |
| 20      | 21 | Bruno Senna        | HRT-Cosworth         | 55     | +2 ronden           | 24   |        |
| 21      | 18 | Jarno Trulli       | Lotus-Cosworth       | 53     | +4 ronden           | 19   |        |
| Ret     | 10 | Nico Hülkenberg    | Williams-Cosworth    | 49     | Uitlaat             | 8    |        |
| Ret     | 19 | Heikki Kovalainen  | Lotus-Cosworth       | 8      | Ongeval             | 20   |        |
| Ret     | 6  | Mark Webber        | Red Bull-Renault     | 8      | Ongeval             | 2    |        |

Als eretitel: 1923 (Italië) · 1924 (Frankrijk) · 1925 (België) · 1926 (San Sebastián) · 1927 (Italië) · 1928 (Italië) · 1930 (België) · 1947 (België) · 1948 (Zwitserland) · 1949 (Italië) · 1950 (Groot-Brittannië) · 1951 (Frankrijk) · 1952 (België) · 1954 (Duitsland) · 1955 (Monaco) · 1956 (Italië) · 1957 (Groot-Brittannië) · 1958 (België) · 1959 (Frankrijk) · 1960 (Italië) · 1961 (Duitsland) · 1962 (Nederland) · 1963 (Monaco) · 1964 (Groot-Brittannië) · 1965 (België) · 1966 (Frankrijk) · 1967 (Italië) · 1968 (Duitsland) · 1972 (Groot-Brittannië) · 1973 (België) · 1974 (Duitsland) · 1975 (Oostenrijk) · 1976 (Nederland) · 1977 (Groot-Brittannië)
Als alleenstaande race: 1983 · 1984 · 1985 · 1993 · 1994 · 1995 · 1996 · 1997 · 1999 · 2000 · 2001 · 2002 · 2003 · 2004 · 2005 · 2006 · 2007 · 2008 · 2009 · 2010 · 2011 · 2012 · 2016